# Distretto di Modica
Il distretto di Modica fu una circoscrizione amministrativa di primo livello del Regno di Sicilia e, successivamente, una circoscrizione amministrativa di secondo livello del Regno delle Due Sicilie. Fu parte della provincia di Siracusa, che, dal 1837, in seguito alla traslazione del capoluogo provinciale da Siracusa a Noto, fu rinominata Provincia di Noto.

## Storia amministrativa
Istituito nel 1812, con la promulgazione della costituzione siciliana, il distretto, a partire dal 1818, fu inserito nella provincia di Siracusa, poi provincia di Noto, sulla scorta di quanto disposto con provvedimento legislativo dell'11 ottobre 1817, che riformava la ripartizione territoriale del Regno delle Due Sicilie a seguito della fusione della corona napoletana con quella siciliana.
Nel 1840 il distretto contava una popolazione di 110.325 abitanti e consisteva dei comuni di Modica, Ragusa, Scicli, Spaccaforno, Pozzallo, Vittoria, Comiso, Biscari, Santa Croce Camerina, Monterosso Almo, Giarratana e Chiaramonte Gulfi.
Con l'occupazione garibaldina e annessione al Regno di Sardegna del 1860 l'ente fu soppresso e sostituito dal circondario di Modica, che ne ricalcava i confini geografici. Nel gennaio 1927, i territori dell'antico distretto di Modica andarono a costituire la nuova provincia di Ragusa.